# Parola (torrente)
Il  Parola è un torrente che scorre interamente in provincia di Parma e che è affluente del torrente Rovacchia.

## Corso del torrente
Il torrente nasce dalla confluenza d più rii (rio delle Piane, rio Grande, rio Pianazzo, rio di Casali) che scendono dalla Costa Silva, nel comune di Pellegrino Parmense. Poco dopo la nascita il Parola riceve in destra il rio Campaccio in località Case Marchi. Da qui prende a scorrere in direzione nord-est, segnando il confine comunale fra Medesano e Salsomaggiore prima e fra Noceto e Fidenza poi, in una valletta stretta sui cui fianchi si alternano fasce di coltivo ad aree boscate. Lungo la valle bagna prima la località di Banzola, vicino alla quale riceve in destra il rio Adinoni, poi Pieve Cusignano dove riceve il rio della Bertuccia.
A valle di Pieve Cusignano il Parola sbocca in pianura ricevendo  in sinistra idraulica il suo maggior tributario, il torrente Gisolo in prossimità dell'abitato di Borghetto. Sempre segnando il confine fra i comuni Noceto e Fidenza, il Parola scorre a est di Santa Margherita intersecando poi la via Emilia all'altezza dell'omonima località di Parola. A valle dell'Emilia segna per un breve tratto il confine fra Fidenza e Fontanellato sino alla confluenza  nel torrente Rovacchia in località Molinazzo, nello stesso punto dove il referente idraulico riceve anche il torrente Rovacchiotto.

## Regime Idrologico
Il Parola è  un corso d'acqua del basso appennino, con picchi di portata primaverili e autunnali e secche invernali ed estive, la portata media del torrente alla foce è di 0.5 m3/s, mentre è stimata una portata di colmo con tempo di ritorno di 20 anni di circa 130 m3/s al punto di confluenza con il T. Rovacchia.
Dalla nascita fino alla confluenza con il Torrente Rovacchia il bacino del Parola interessa una superficie di quasi 49 km2 e la sua lunghezza è pari a 32,7 km.

## Curiosità
- Nella valle del Parola sono stati trovati i resti di un insediamento terramaricolo risalenti all'età del bronzo presso Pieve di Cusignano[5]
- Per la valle del Parola passa il percorso della via Francigena[6]